# Damián Suárez
Damián Nicolas Suárez Suárez (Montevideo, 27 april 1988) is een Uruguayaans voetballer die doorgaans als rechtsback speelt. Hij verruilde Elche CF in juli 2015 voor Getafe CF.

## Clubcarrière
Suárez speelde vier seizoenen in Uruguay bij Defensor Sporting, de club waar hij zijn jeugdopleiding genoot. Hij vertrok in juni 2011 naar Sporting Gijón, op dat moment actief in de Primera División. Hier tekende hij een driejarig contract. Op 11 september 2012 debuteerde hij in 'La Liga' tegen CA Osasuna. Hij speelde in negentien competitiewedstrijden voor Sporting Gijón. Hij fungeerde vooral als tweede keus achter Alberto Lora.
Suárez tekende in 2012 een driejarig contract bij Elche CF, toen actief in de Segunda División. In zijn eerste seizoen speelde hij 33 competitieduels voor Elche CF, waarmee hij dat jaar promoveerde naar de Primera División. Suárez speelde in de volgende twee seizoenen meer dan zestig competitiewedstrijden voor de club. Daarmee eindigde hij beide jaren boven de degradatiestreep. Elche werd in 2015 niettemin teruggezet naar de Segunda División vanwege niet nagekomen afspraken met de belastingdienst.
Suárez daalde niet mee af, maar verhuisde in juli 2015 naar Getafe CF, de nummer vijftien van de Primera División in het voorgaande seizoen. Ook hier werd hij basisspeler. Hij degradeerde na zijn eerste seizoen met de club naar de Segunda División, om een seizoen later met zijn ploeggenoten terug te keren naar het hoogste niveau. Na een achtste plaats in het eindklassement van 2017/18, volgde een vijfde plaats in 2018/19. Als gevolg hiervan debuteerde Suárez in december 2019 in de Europa League.

## Interlandcarrière
Suárez nam met Uruguay deel aan het WK –17 dat in 2005 plaatsvond in Peru. Uruguay haalde nul punten in de groepsfase, waardoor het na drie wedstrijden einde verhaal was. Twee jaar later vertegenwoordigde Suárez Uruguay op het WK –20 dat in 2007 plaatsvond in Canada. In dat toernooi stootte Uruguay door tot de achtste finale, waar het na een 2–1 verlies naar huis werd gestuurd door de Verenigde Staten.

## Erelijst
| Kampioen Primera División | 1x | 2007/08 |

1 Letacek ·
2 Djené  ·
3 Angileri ·
4 Beroccal ·
5 Milla ·
6 Uche ·
7 Sola ·
8 Arambarri ·
9 Mayoral ·
10 Yıldırım ·
11 Aleñá ·
12 Nyom ·
13 Soria ·
15 Alderete ·
16 Rico ·
17 Pérez ·
18 Rodríguez ·
19 Federico ·
20 Santiago ·
21 Iglesias ·
22 Duarte ·
27 Aberdin ·
31 Patrick ·
Coach: Bordalás
· Assistent-coach: Verdés